# Pawieł Pogriebniak
Pawieł Wiktorowicz Pogriebniak (ros. Павел Викторович Погребняк, ur. 8 listopada 1983 w Moskwie) – rosyjski piłkarz grający na pozycji napastnika. Wystąpił w 33 spotkaniach reprezentacji dla której strzelił 8 goli.

## Kariera klubowa
Pogriebniak pochodzi z Moskwy. Jest wychowankiem Spartaka Moskwa, w barwach którego w 2002 roku zadebiutował w Premier Lidze. Wystąpił tylko we dwóch spotkaniach ligowych, a Spartak zajął 3. miejsce. W 2003 roku Paweł został wypożyczony do Bałtiki Kaliningrad grającej w Pierwszej Dywizji (odpowiednik 2. ligi). W Bałtice osiągnął wysoką skuteczność i przez cały rok strzelił 15 goli będąc najskuteczniejszym zawodnikiem zespołu, co zaowocowało powrotem do Spartaka. W 2004 roku Pogriebniak zdobył 2 gole dla moskiewskiego klubu, ale przegrał rywalizacje o miejsce w ataku z Romanem Pawluczenką i Serbem Mihajlo Pjanoviciem, toteż latem odszedł do FK Chimki i zajął z nim 5. pozycję w Pierwszej Dywizji.
W 2005 roku Pogriebniak powrócił do Premier Ligi będąc bohaterem transferu do Szynnika Jarosław, w którym grał w wyjściowej jedenastce, ale nie błyszczał skutecznością. W 2006 roku przeszedł do Tomu Tomsk i dość niespodziewanie stał się objawieniem ligi strzelając 13 bramek w sezonie, będąc trzecim strzelcem ligi po Pawljuczence i Brazylijczyku Jô. W 2007 roku trener Zenitu Petersburg Dick Advocaat postanowił sprowadzić Pogriebniaka do swojego klubu. Zawodnik walczył o miejsce w wyjściowej jedenastce z kolegą z reprezentacji, Andriejem Arszawinem oraz Turkiem Fatihem Tekke.
29 sierpnia 2008 roku wystąpił w meczu o Superpuchar Europy rozegranym w Monaco, gdzie zdobył bramkę dla swojej drużyny w 45 minucie spotkania. Zenit pokonał Manchester United 2:1.
W 2012 roku Rosjanin został wypożyczony na pół roku do angielskiego Fulham F.C..
30 czerwca 2012 podpisał kontrakt z Reading. Następnie grał w Dinamie Moskwa, FK Tosno i Urale Jekaterynburg.
| Sezon   | Klub                | Kraj   | Rozgrywki        | Mecze | Bramki |
| ------- | ------------------- | ------ | ---------------- | ----- | ------ |
| 2001    | Spartak-2 Moskwa    | Rosja  | 4. liga          | 23    | 8      |
| 2002    | Spartak Moskwa      | Rosja  | Priemjer-Liga    | 2     | 0      |
| 2003    | Bałtika Kaliningrad | Rosja  | Pierwyj diwizion | 40    | 15     |
| 2004    | Spartak Moskwa      | Rosja  | Priemjer-Liga    | 16    | 2      |
| 2004    | FK Chimki           | Rosja  | Pierwyj diwizion | 12    | 6      |
| 2005    | Szynnik Jarosław    | Rosja  | Priemjer-Liga    | 23    | 4      |
| 2006    | Tom Tomsk           | Rosja  | Priemjer-Liga    | 26    | 13     |
| 2007    | Zenit Petersburg    | Rosja  | Priemjer-Liga    | 24    | 11     |
| 2008    | Zenit Petersburg    | Rosja  | Priemjer-Liga    | 19    | 6      |
| 2009    | Zenit Petersburg    | Rosja  | Priemjer-Liga    | 15    | 5      |
| 2009/10 | VfB Stuttgart       | Niemcy | Bundesliga       | 28    | 6      |
| 2010/11 | VfB Stuttgart       | Niemcy | Bundesliga       | 26    | 8      |
| 2011/12 | VfB Stuttgart       | Niemcy | Bundesliga       | 14    | 1      |
| 2011/12 | Fulham              | Anglia | Premier League   | 12    | 6      |
| 2012/13 | Reading             | Anglia | Premier League   | 29    | 5      |
| 2013/14 | Reading             | Anglia | Championship     | 39    | 13     |
| 2014/15 | Reading             | Anglia | Championship     | 26    | 6      |
| 2015/16 | Dinamo Moskwa       | Rosja  | Priemjer-Liga    | 16    | 1      |
| 2016/17 | Dinamo Moskwa       | Rosja  | Pierwyj diwizion | 8     | 0      |
| 2017/18 | Dinamo Moskwa       | Rosja  | Priemjer-Liga    | 1     | 0      |
| 2017/18 | FK Tosno            | Rosja  | Priemjer-Liga    | 6     | 3      |
| 2018/19 | Urał Jekaterynburg  | Rosja  | Priemjer-Liga    | 11    | 3      |
| 2019/20 | Urał Jekaterynburg  | Rosja  | Priemjer-Liga    | 16    | 3      |
| 2020/21 | Urał Jekaterynburg  | Rosja  | Priemjer-Liga    | 18    | 4      |

## Kariera reprezentacyjna
W reprezentacji Rosji Pogriebniak zadebiutował 16 sierpnia 2006 roku w wygranym 1:0 towarzyskim spotkaniu z Łotwą. Był członkiem kadry, która wywalczyła o awans do Euro 2008 i m.in. strzelił gola w wygranym 2:0 meczu z Estonią. Na turniej o mistrzostwo Europy nie pojechał z powodu kontuzji kolana.

### Bramki w reprezentacji
| #  | Data                 | Miejsce                               | Przeciwnik | Bramka | Rezultat | Rozgrywki                         |
| -- | -------------------- | ------------------------------------- | ---------- | ------ | -------- | --------------------------------- |
| 1. | 16 sierpnia 2006     | Stadion Lokomotiwu, Moskwa, Rosja     | Łotwa      | 1:0    | 1:0      | Towarzyski                        |
| 2. | 11 października 2006 | Stadion Pietrowski, Petersburg, Rosja | Estonia    | 1:0    | 2:0      | Eliminacje Euro 2008              |
| 3. | 23 maja 2008         | Stadion Lokomotiwu, Moskwa, Rosja     | Kazachstan | 1:0    | 6:0      | Towarzyski                        |
| 4. | 28 maja 2008         | Wacker Arena, Burghausen, Niemcy      | Serbia     | 1:0    | 2:1      | Towarzyski                        |
| 5. | 10 września 2008     | Stadion Lokomotiwu, Moskwa, Rosja     | Walia      | 2:1    | 2:1      | Eliminacje Mistrzostw Świata 2010 |